# Mindi Abair
Mindi Abair (ur. 31 maja 1969) – amerykańska wokalistka i saksofonistka smoothjazzowa.

## Dyskografia
Źródło.
- Always and Never the Same (1999)[3]
- It Just Happens That Way (2003)
- I Can't Wait for Christmas (2004)
- Come As You Are (2005)
- Life Less Ordinary (2007)
- A Peter White Christmas with Mindi Abair and Rick Braun (2007)
- Stars (2008)
- In HI-FI Stereo (2010)